# Conus bengalensis
Conus bengalensis (nomeada, em inglês, Glory of Bengal Cone ou simplesmente Bengal Cone; na tradução para o português, "Conus glória de Bengala") é uma espécie de molusco gastrópode marinho predador do gênero Conus, pertencente à família Conidae. Foi classificada por Takashi A. Okutani em 1968, com a denominação de Darioconus bengalensis, no texto "A new cone from the Bay of Bengal, Darioconus bengalensis, n. sp"; publicado em Venus 26(3/4):66-69, pl. 7., inicialmente dentro do obsoleto gênero Darioconus. É nativa do nordeste do oceano Índico, no golfo de Bengala e mar de Andamão; e já esteve entre as mais raras conchas do mundo, durante o século XX, sendo um item de colecionador muito valorizado.

## Descrição da concha
Esta concha tem um elegante, afinado e alongado corpo cônico de, no máximo, 14.8 (quase 15) centímetros de comprimento (embora espécimes de até 12 centímetros já sejam muito escassos), com espiral moderadamente alta e angulosa em sua porção mais larga; e com sua volta final excedendo duas vezes o tamanho da espiral. Sua coloração é de um marrom salpicado de manchas mais ou menos triangulares, brancas, com linhas engrossadas e enegrecidas, em zigue-zague ou lineares, por sua superfície. Abertura dotada de lábio externo fino e interior branco, se alargando levemente em direção à base (onde fica seu canal sifonal). Seu opérculo é diminuto, comparado com a extensão de sua abertura. Alguns espécimes podem ter a coloração mais pálida e alaranjada ("golden form").

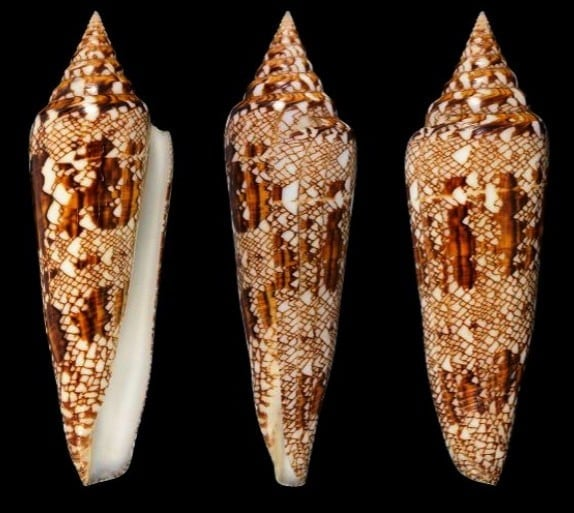
Três vistas de um espécime de C. bengalensis da coleção do Smithsonian Institution.

## Distribuição geográfica e raridade
Esta espécie é encontrada no nordeste do oceano Índico, ocorrendo no golfo de Bengala e mar de Andamão, entre o Sri Lanka, Bangladesh e península da Malásia, em uma região restrita; incluindo o leste da Índia até Myanmar e Tailândia. Vive em águas profundas, entre 50 a 130 metros, e já esteve entre as mais raras conchas do mundo, durante o século XX, sendo agora relativamente comum; considerada espécie pouco preocupante pela União Internacional para a Conservação da Natureza.